# Dudley Nichols
Dudley Nichols (Wapakoneta (Ohio), 6 de abril de 1895 – Los Ángeles, 4 de enero de 1960) fue un guionista, escritor y director de cine estadounidense. Fue la primera persona en declinar un Óscar de la Academia, como parte de un boicot para obtener el reconocimiento del Screen Writers Guild. Aceptaría un segundo en 1938.

## Biografía
Dudley Nichols estudió en la Universidad de Míchigan donde logró colarse como miembro activo del capítulo Sigma de la fraternidad Theta Xi. Después de trabajar como reportero para el New York World, se trasladó a Hollywood en 1929 y se convirtió en uno de los más reputados guionistas de la década de los 30 y 40. Colaboró durante muchos años con el director John Ford principalmente, aunque también trabajó con George Cukor, Howard Hawks, Fritz Lang y Jean Renoir. De su puño salieron  guiones como La fiera de mi niña (Bringing Up Baby) (1938), La diligencia (Stagecoach ) (1939), Por quién doblan las campanas (For Whom the Bell Tolls) (1943), Perversidad (Scarlet Street) (1945), Diez negritos (And Then There Were None) (1945), Las campanas de Santa María (The Bells of St. Mary's) (1945), Pinky (1949) y Cazador de forajidos (The Tin Star) (1957).
Nichols inicialmente declinó a recibir el Óscar al mejor guion por El delator (The Informer) por las disputas entre la Screen Writers Guild, del que era uno de sus fundadores, y el Óscar al mejor guion adaptado. Más tarde sí que fue a recoger el premio en la ceremonia de 1938. Fue presidente de la Screen Writers Guild en 1937 y 1938.
Nichols también coescribió el documental The Battle of Midway, por el que ganó en 1942 el Óscar al mejor documental.
Nichols dirigió, escribió y produjo tres largometrajes:La chica del gobierno (Government Girl) (1943), Amor sublime (Sister Kenny) (1946) y A Electra le sienta bien el luto (Mourning Becomes Electra) (1947).
Murió en Hollywood a causa de cáncer y fue enterrado en el Hollywood Forever Cemetery.

## Filmografía
Como guionista
| Año  | Título en español                    | Título original          | Director                         |
| ---- | ------------------------------------ | ------------------------ | -------------------------------- |
| 1930 | Tragedia submarina                   | Men Without Women        | John Ford                        |
| 1930 | El intrépido                         | Born Reckless            | John Ford y Andrew Bennison      |
| 1930 | A Carta cabal                        | On the Level             | Irving Cummings                  |
| 1930 | One Mad Kiss                         | One Mad Kiss             | Marcel Silver, James Tinling     |
| 1930 | El conquistador                      | Devil with Women         | Irving Cummings                  |
| 1931 | Not Exactly Gentlemen                | Not Exactly Gentlemen    | Benjamin Stoloff                 |
| 1931 | Mar de fondo                         | Seas Beneath             | John Ford                        |
| 1931 | Un yanqui en la corte del rey Arturo | A Connecticut Yankee     | David Butler                     |
| 1931 | Chantaje                             | Hush Money               | Sidney Lanfield                  |
| 1931 | Skyline                              | Skyline                  | Sam Taylor                       |
| 1931 | Reckless Living                      | Reckless Living          | Cyril Gardner                    |
| 1931 | El camello negro                     | The Black Camel          | Hamilton MacFadden               |
| 1932 | Quería un millonario                 | She Wanted a Millionaire | John G. Blystone                 |
| 1932 | Mientras París duerme                | While Paris Sleeps       | Allan Dwan                       |
| 1932 | This Sporting Age                    | This Sporting Age        | Andrew Bennison                  |
| 1933 | La cueva de los bandidos             | Robbers Roost            | David Howard, Louis King         |
| 1933 | Yo arriesgo mi vida                  | The Man Who Dared        | John Sturges                     |
| 1933 | Peregrinos                           | Pilgrimage               | John Ford                        |
| 1933 | Pimienta y más pimienta              | Hot Pepper               | John G. Blystone                 |
| 1934 | El alguacil de la frontera           | Frontier Marshal         | Lewis Seiler                     |
| 1934 | You Can't Buy Everything             | You Can't Buy Everything | Charles Reisner                  |
| 1934 | De Eva para acá                      | Ever Since Eve           | George Marshall                  |
| 1934 | La patrulla perdida                  | The Lost Patrol          | John Ford                        |
| 1934 | Amor y cuartillas                    | Hold That Girl           | Hamilton MacFadden               |
| 1934 | Call It Luck                         | Call It Luck             | James Tinling                    |
| 1934 | Oro virgen                           | Wild Gold                | George Marshall                  |
| 1934 | Grand Canary                         | Grand Canary             | Irving Cummings                  |
| 1934 | El juez Priest                       | Judge Priest             | John Ford                        |
| 1935 | Mystery Woman                        | Mystery Woman            | Eugene Forde                     |
| 1935 | La vida comienza a los cuarenta      | Life Begins at 40        | George Marshall                  |
| 1935 | El delator                           | The Informer             | John Ford                        |
| 1935 | El valiente de Arizona               | The Arizonian            | Charles Vidor                    |
| 1935 | La diosa de fuego                    | She                      | Lansing C. Holden, Irving Pichel |
| 1935 | Barco a la deriva                    | Steamboat Round the Bend | John Ford                        |
| 1935 | Las cruzadas                         | The Crusades             | Cecil B. DeMille                 |
| 1935 | Por la dama y el honor               | The Three Musketeers     | Rowland V. Lee                   |
| 1936 | María Estuardo                       | Mary of Scotland         | John Ford                        |
| 1937 | El arado y las estrellas             | The Plough and the Stars | John Ford                        |
| 1937 | El ídolo de Nueva York               | The Toast of New York    | Rowland V. Lee                   |
| 1937 | Huracán sobre la isla                | The Hurricane            | John Ford                        |
| 1938 | La fiera de mi niña '                | Bringing Up Baby         | Howard Hawks                     |
| 1938 | Carefree                             | Carefree                 | Mark Sandrich                    |
| 1939 | Gunga Din                            | Gunga Din                | George Stevens                   |
| 1939 | La diligencia                        | Stagecoach               | John Ford                        |
| 1939 | Los 400 millones                     | The 400 Million          | Joris Ivens                      |
| 1940 | Hombres intrépidos                   | The Long Voyage Home     | John Ford                        |
| 1941 | El hombre atrapado                   | Man Hunt                 | Fritz Lang                       |
| 1941 | Aguas pantanosas                     | Swamp Water              | Jean Renoir                      |
| 1942 | The Battle of Midway                 | The Battle of Midway     |                                  |
| 1943 | El bombardero heroico                | Air Force                | Howard Hawks                     |
| 1943 | Esta tierra es mía                   | This Land Is Mine        | Jean Renoir                      |
| 1943 | Mr. Lucky                            | Mr. Lucky                | H.C. Potter                      |
| 1943 | Por quién doblan las campanas        | For Whom the Bell Tolls  | Sam Wood                         |
| 1944 | La chica del gobierno                | Government Girl          | Dudley Nichols                   |
| 1944 | Sucedió mañana                       | It Happened Tomorrow     | René Clair                       |
| 1945 | Diez negritos                        | And Then There Were None | René Clair                       |
| 1945 | Las campanas de Santa María          | The Bells of St. Mary's  | Leo McCarey                      |
| 1945 | Perversidad                          | Scarlet Street           | Fritz Lang                       |
| 1946 | Amor sublime                         | Sister Kenny             | Dudley Nichols                   |
| 1947 | El fugitivo                          | The Fugitive             | Jean Renoir                      |
| 1947 | A Electra le sienta bien el luto     | Mourning Becomes Electra | Dudley Nichols                   |
| 1949 | Pinky                                | Pinky                    | Elia Kazan                       |
| 1951 | El correo del infierno               | Rawhide                  | Henry Hathaway                   |
| 1952 | Return of the Texan                  | Return of the Texan      | Delmer Daves                     |
| 1952 | Río de sangre                        | The Big Sky              | Howard Hawks                     |
| 1954 | El príncipe valiente                 | Prince Valiant           | Henry Hathaway                   |
| 1956 | Huida hacia el sol                   | Run for the Sun          | Roy Boulting                     |
| 1957 | Cazador de forajidos                 | The Tin Star             | Anthony Mann                     |
| 1959 | El justiciero                        | The Hangman              | Michael Curtiz                   |
| 1960 | El pistolero de Cheyenne             | Heller in Pink Tights    | George Cukor                     |

## Premios y distinciones
Premios Óscar
| Año  | Categoría                                                      | Película              | Resultado |
| ---- | -------------------------------------------------------------- | --------------------- | --------- |
| 1936 | Mejor adaptación                                               | El delator            | Ganador   |
| 1941 | Mejor guion adaptado                                           | Hombres intrépidos    | Nominado  |
| 1943 | Mejor documental                                               | La batalla de Midway  | Ganador   |
| 1944 | Mejor guion original                                           | El bombardero heroico | Nominado  |
| 1958 | Mejor argumento y guion escritos directamente para la pantalla | Cazador de forajidos  | Nominado  |

En 1954 recibió el Premio a toda una carrera del Writers Guild of America.